# Ute Jung
Ute Jung (geboren 30. Oktober 1970 in Meiningen) ist eine deutsche Juristin und Richterin. 2017 wurde sie an den Thüringer Verfassungsgerichtshof berufen.

## Beruflicher Werdegang
Nach dem Studium der Geschichte, Germanistik und Rechtswissenschaft in Dresden und Jena war Ute Jung von 1996 bis 1997 Mitarbeiterin an der Universität Jena. Ab 1998 war sie Rechtsreferendarin im Landgerichtsbezirk Gera. 1999 wurde sie mit einer Arbeit über das Thema Die Unabhängigkeit als konstitutives Element im Koalitionsverfassungs- und Tarifvertragsrecht promoviert.
Ab 2005 war Ute Jung Richterin am Verwaltungsgericht Gera und wurde dort am 1. Juli 2017 zur Vorsitzenden Richterin befördert. Mittlerweile ist sie Richterin am Thüringer Oberverwaltungsgericht.
Vom Thüringer Landtag wurde Ute Jung 2017 zum stellvertretenden Mitglied am Thüringer Verfassungsgerichtshof gewählt. Ihre Amtszeit lief zunächst bis 2024[veraltet]. Im März 2024 erreichte Jung bei einer Abstimmung im Thüringer Landtag überraschend mit 55 Stimmen nicht die nötige Mehrheit von 60 Stimmen für eine Wiederwahl. Bei einem erneuten Wahlgang im Juni 2024 wurde sie mit 61 Stimmen für eine zweite Amtszeit bis 2031 gewählt.

## Publikationen (Auswahl)
- Ute Jung: Die Unabhängigkeit als konstitutives Element im Koalitionsverfassungs- und Tarifvertragsrecht (= Europäische Hochschulschriften Recht. Band 2692). Peter Lang, Internationaler Verlag der Wissenschaften, Frankfurt am Main / Berlin / Bern / Bruxelles / New York / Wien 1999, ISBN 3-631-35144-5.